# The Beach Boys
The Beach Boys (рус. «Бич бойз» МФА: /biːʧ bɔɪz/) — американская рок-группа. Основу ансамбля в годы творческой активности составляли братья Уилсоны — Брайан (бас-гитара, вокал), Деннис (ударные) и Карл (соло-гитара, вокал), их двоюродный брат Майк Лав (вокал) и их общий друг Алан Джардин (ритм-гитара, вокал); позже к группе присоединился Брюс Джонстон. На становление музыкального стиля группы повлияли ранний рок-н-ролл и вокальные группы 1950-х гг.
Успех группе принесли гармоничные песни в жанре сёрф-рока, описывающие море, пляжи и спортивные автомобили («Surfin’ U.S.A.», «Surfer Girl», «Little Deuce Coupe»); пик популярности The Beach Boys в Америке пришёлся на середину 1960-х годов, когда вышли такие хиты, как «Fun, Fun, Fun», «I Get Around», «Help Me, Rhonda», «California Girls», рассказывающие о жизни калифорнийской молодёжи.
В условиях «британского вторжения» лидер коллектива Брайан Уилсон стал менять звучание и тематику песен; кульминацией этого развития стал один из самых первых концептуальных альбомов — «Pet Sounds» (1966), имевший переломное значение в рок-музыке того времени. Следующий проект — альбом «Smile» (1967) — оказался незавершённым; единственная выпущенная песня с него — «Good Vibrations» (1966) стала одним из крупнейших хитов группы. Неудача со «Smile», отказ выступить на Монтерейском рок-фестивале (1967) и неуверенность в дальнейшем музыкальном направлении в итоге настроили негативно музыкальную прессу и стали причиной резкого падения популярности группы в США. Синглы и альбомы конца 1960-х — начала 1970-х гг. в большинстве своём терпели коммерческое фиаско. После того, как Брайан Уилсон стал отдаляться от дел группы после неудачи со «Smile», остальные члены ансамбля стали вникать в тонкости студийной работы; к началу 1970-х гг. лидером коллектива стал Карл Уилсон.
Широкая популярность в Америке вернулась к The Beach Boys после выхода сборника «Endless Summer» (1974), и группа обратилась к своим рок-н-ролльным корням, записав альбом «15 Big Ones» (1976). К концу 1970-х гг. популярность группы снова спала, и после альбома «Keepin’ the Summer Alive» (1980) The Beach Boys перестали регулярно записывать студийные альбомы. В 1983 году погиб Деннис Уилсон, а с середины 1980-х гг. Брайан Уилсон перестал принимать участие в деятельности группы, появляясь в студии и на концертах лишь в исключительных случаях. В 1988 году коллектив был принят в Зал славы рок-н-ролла; в том же году «Kokomo» стал четвёртым синглом группы, возглавившим американский хит-парад. В 1998 году от рака умер Карл Уилсон. Оставшиеся члены группы продолжают давать концерты — как под именем The Beach Boys, так и под другими названиями.
У The Beach Boys вышло 29 студийных альбомов, более 70 синглов (из них 36 входили в «Топ-40», а 4 заняли 1-е места). Всего же в мире продано более 100 миллионов записей группы. В 2001 году The Beach Boys получили награду «Грэмми» за жизненные достижения. 5 июня 2012 года вышел альбом «That’s Why God Made the Radio», который стал первой студийной работой группы за последние 16 лет. В том же году группа отметила своё пятидесятилетие концертами в рамках мирового турне с участием всех членов оригинальных составов группы, включая Брайана Уилсона.

## История

### Возникновение
Группа была основана в 1961 году в Хоторне (отдалённое предместье Лос-Анджелеса) тремя братьями Уилсонами: 19-летним Брайаном, 14-летним Карлом и 16-летним Деннисом; их 20-летним двоюродным братом Майком Лавом и школьным другом Брайана 20-летним Аланом Джардином. Отец Уилсонов Мюррей был джазовым музыкантом и профессиональным композитором, имевшим однако достаточно скромный успех. В семье им была установлена жёсткая дисциплина: сыновья наказывались за любую провинность (по утверждению Брайана, он потерял слух в правом ухе именно из-за отца). Под впечатлением от концерта вокальной группы The Four Freshmen в 1954 году Брайан разучил все их гармонии и затем вместе с родителями и своим братом Карлом часто их исполнял дома. Помимо них, будущие музыканты The Beach Boys увлекались рок-н-роллом (Элвис Пресли, Чак Берри), группами ду-вопа и др. В 1957 году Карл стал учиться играть на гитаре вместе со своим другом 9-летним Дэвидом Марксом (вошедшем позже в состав The Beach Boys). В 1959 году Брайан и Карл приняли участие в школьном концерте их двоюродного брата Майка Лава. В 1960 году Деннис стал брать уроки игры на барабанах в школе. К этому времени Брайан, Майк и Карл с друзьями стали эпизодически играть вместе на вечеринках — Брайан называл это предприятие Carl & The Passions, таким образом, стараясь больше увлечь Карла; позже, с присоединившимся товарищем Брайана по школе Аланом Джардином, они называли себя Kenny & The Kadets; репертуар состоял, в основном, из песен The Coasters и The Four Freshmen.
К середине 1961 года Деннис, Майк, и Алан уговорили Брайана более серьёзно взяться за музыку и создать полноценный ансамбль. Теперь они играли под названием The Pendletones, которое намекало на фирму Pendleton Woolen Mills, изготовлявшую шерстяные рубашки в клетку, модные в то время в среде сёрфингистов. В начале августа родители Уилсонов улетели в отпуск в Мексику, дав детям по сто долларов на еду. Эти деньги братья потратили на аренду музыкальных инструментов и все пять дней провели дома, репетируя. Результаты были записаны на плёнку, которую дали прослушать отцу по его возвращении. Впечатлённый, Уилсон-старший связался со своим издателем Хайтом Морганом, и тот пригласил The Pendletones на прослушивание. Кавер-версии хитов того времени его не впечатлили, и он спросил, есть ли у музыкантов собственные композиции. У них была лишь полузаконченная песня «Surfin’», которую музыканты обещали доделать. Тему сёрфинга группе задал Деннис, являвшийся большим любителем этого вида спорта (остальные музыканты хоть и пробовали кататься на волнах, но без особого успеха). К тому времени сёрфинг стал массовым развлечением в южной Калифорнии, и такие музыканты как Дик Дейл и The Del-Tones стали определять музыкальный стиль субкультуры сёрфингистов.

### Первые записи (1961—1962)
3 октября 1961 года под руководством Мюррея Уилсона состоялась первая профессиональная запись группы в студии «World Pacific» в Лос-Анджелесе: Алан Джардин на контрабасе, Карл Уилсон — на гитаре, Брайан — на самодельном барабане (днище мусорного бака), Майк Лав исполнил ведущую вокальную партию. Денниса играть на ударных не пустил Уилсон-старший, считавший его слабым музыкантом. Итогом работы стал сингл «Surfin’» / «Luau», вышедший 8 декабря на небольшом лос-анджелесском лейбле Candix Records. Руководителям лейбла не нравилось название The Pendletones, и они самолично, без ведома музыкантов, поменяли их имя на The Beach Boys («пляжные ребята») на ярлыке пластинки. Сингл тут же был отправлен на три местные радиостанции, где его беспрерывно крутили каждый день. В результате «Surfin’» возглавил местные хит-парады, а к концу марта 1962 года достиг 75-го места в общенациональном хит-параде журнала «Биллборд». К концу 1961 года было продано около 40 000 экземпляров пластинки, однако сами музыканты получили с неё лишь 200 долларов каждый.
Дебютный концерт The Beach Boys состоялся 23 сентября 1961 года Ньюпорт-Биче в составе программы, которая включала Дика Дейла, The Surfaris, и The Challengers. После этого группа стала регулярно выступать по небольшим клубам, школам и отелям. В середине февраля 1962 года из группы ушёл ритм-гитарист Алан Джардин, разочарованный скромным доходом от сингла и репертуаром группы в целом. На его место в коллектив в апреле пришёл 13-летний Дэвид Маркс. До его прихода Брайан Уилсон, Карл, их мать Одри и Вэл Поллуто вместе с Джардином записали сингл «Barbie» / «What Is the Young Girl Made Of», который был выпущен 19 апреля под именем Kenny & The Kadets.
В мае 1962 года лейбл Candix Records закрылся, и Мюррей Уилсон стал искать новую фирму звукозаписи. Из крупных компаний лишь Capitol Records проявила интерес — в основном, благодаря менеджеру лейбла Нику Венету, который 19 мая уговорил своего начальника приобрести за 300 долларов плёнку с новыми записями группы. 4 июня Capitol выпустили сингл «409» / «Surfin’ Safari», а 16 июля с группой был подписан контракт (переписан 13 ноября того же года сроком на 7 лет). The Beach Boys приступили к работе над дебютным альбомом, записи которого проходили в течение августа. Формально Венет стал продюсером группы, однако Брайана Уилсона и Мюррея, контролировавшего процесс записи в студии, Венет как продюсер не устраивал. «Брайан делал всё, — вспоминал позже Дэвид Маркс, — играл, делал аранжировки… ему не нужна была ничья помощь», поэтому когда Уилсон-старший стал всё настойчивее также вмешиваться в аранжировки и настройки звука, это стало приводить Брайана Уилсона в раздражение.
Дебютный альбом The Beach Boys «Surfin’ Safari» вышел 1 октября 1962 года. Половина песен для него была написана в соавторстве с музыкантом Гэри Эшером (1938—1990), специализировавшимся на тематике сёрфинга и гоночных автомобилей. К тому времени песня «Surfin’ Safari» достигла 14-го места, став, таким образом, первым хитом группы. Альбом был менее успешен, заняв лишь 32-е место.

### Пик популярности (1963—1965)
Январь и первую половину февраля 1963 года ансамбль провёл в студии, записывая второй альбом. Под конец работы, по требованию Брайана Уилсона, Ник Венет был отстранён от работы с The Beach Boys. «Surfin’ U.S.A.» — первый сингл с сессий, давший название всему альбому — вышел 4 марта и занял 3-е место, демонстрируя, таким образом, тот факт, что популярность The Beach Boys вышла за пределы круга сёрфингистов и достигла общенационального масштаба. Это же подтвердил и выпущенный 25 марта альбом Surfin’ U.S.A., который достиг 2-го места. Этот успех был вскоре омрачён судебным иском Чака Берри, мелодию песни «Sweet Little Sixteen» которого полностью заимствовал Брайан Уилсон для «Surfin’ U.S.A.»; техника игры Карла Уилсона того периода также была обязана гитаре Берри.
2 марта The Beach Boys впервые выступили по национальному телевидению в передаче «Шоу Стива Аллена», а 27 апреля группа отправилась в первое турне за пределами Калифорнии. Брайан Уилсон стал всё чаще пропускать выступления на сцене, предпочитая сочинять музыку дома и работать в студии. В таких случаях на концертах его партии исполнял Дэвид Маркс, а вскоре, в качестве дополнительной помощи, в группу был обратно приглашён Алан Джардин. Помимо работы со своей группой Уилсон также продюсировал и писал музыку для других исполнителей: The Honeys (участница которой — Мэрилин — стала его женой), The Survivors, The Castells, Jan & Dean (именно под влиянием The Beach Boys дуэт переключился на сёрф-рок; их хит № 1 «Surf City», вышедший в июне 1963 года, был также написан совместно с Уилсоном).
С записи сингла «Surfer Girl» / «Little Deuce Coupe» 12 июня 1963 года началась работа над третьим альбомом, по окончании которой группа отправилась в гастроли по Америке; довольно быстро The Beach Boys стали отлаженной концертной машиной, и одни турне тут же сменялись другими ежегодно на протяжении последующих десятилетий. 30 августа Дэвид Маркс заявил о своём уходе: к тому времени раздражение между ним и Мюреем Уилсоном достигло апогея, к тому же, 15-летний Дэвид был уверен, что сможет продолжить успешную карьеру самостоятельно.
16 сентября 1963 года вышел третий альбом «Surfer Girl»: он стал первой долгоиграющей пластинкой The Beach Boys, на которой Брайан Уилсон указан в качестве продюсера. Альбом достиг 7-й позиции в хит-параде, а предваривший его одноимённый сингл занял 5-е место. К тому времени группой был уже записан четвёртый альбом — «Little Deuce Coupe», — с него Уилсон начал отход от темы сёрфинга, особое внимание теперь стало уделяться автомобильной тематике («Little Deuce Coup», «Car Crazy Cutie», «Cherry Cherry Coup»); многие из песен этого периода были написаны в соавторстве с поэтом-песенником Роджером Кристианом (1934—1991). В студии работа над новым материалом обычно начиналась с записи инструментальных дорожек, следом записывался вокальный аккомпанемент, затем песня дорабатывалась путём добавления партий электрооргана, гитары или вокала. Постепенно Уилсон, по совету Джана Берри из дуэта Jan & Dean, стал всё чаще привлекать сессионных музыкантов, таким образом, получая возможность безотлагательно записываться в студии в отсутствие группы. В свою очередь, это привело к более отшлифованному и богаче аранжированному звуку на пластинках The Beach Boys.
Альбом «Little Deuce Coupe» вышел 7 октября 1963 года и занял 4-е место. Алан Джардин стал полноправным членом группы, впервые приняв участие в записи альбома. Вышедший из альбома сингл «Be True to Your School» вышел 28 октября и достиг 6-го места. Автомобильную тему продолжил следующий альбом — «Shut Down Volume 2», — выпущенный 2 марта 1964 года. Он занял 13-е место, а сингл «Fun, Fun, Fun», выпущенный 3 февраля, достиг 5-й позиции. В перерыве между записями этого альбома — с 13 января по 1 февраля 1964 года — The Beach Boys гастролировали в Австралии и Новой Зеландии в рамках коллективного турне «Surfside 64», включавшего, помимо прочих, Роя Орбисона, дуэт Paul & Paula и группу The Surfaris.
В этот момент охватившая США битломания бросила серьёзный вызов популярности The Beach Boys, к тому времени ставшей крупнейшей группой страны. Члены ансамбля были под большим впечатлением от саунда The Beatles. «„I Want to Hold Your Hand“ совершенно потрясла меня, — вспоминал позже Брайан Уилсон. — Я знал, что как группа мы были достаточно хороши, но лишь по прибытии The Beatles я понял, что нужно двигаться дальше… В каком-то смысле The Beatles побили нас. Их песни были более самобытными». Композиции британского коллектива теперь возглавляли американский хит-парад, в то время как у самих The Beach Boys ещё не было своего хита номер один. Уилсон и Лав поставили себе задачу написать самый лучший, насколько можно, материал, чтобы продемонстрировать миру, что у The Beatles есть с кем соперничать. Было решено не ограничивать себя рамками сёрфинга и спортивных автомобилей и не записывать больше «проходной» материал.
Этот качественно новый подход проявился во время записи альбома «All Summer Long», начатой 2 апреля 1964 года. В тот же день Мюррей Уилсон был уволен с поста менеджера: его постоянное вмешательство в процесс создания музыки всё чаще вызывало раздражение у Брайана Уилсона и, наконец, достигло предела терпения. Работа над альбомом продолжалась до 19 мая. Усилия Брайана Уилсона оправдали себя: вышедший 11 мая сингл «I Get Around» занял 1-е место, став первой песней The Beach Boys, возглавившей американский хит-парад. Альбом вышел 13 июля и занял 4-е место. 27 сентября The Beach Boys исполнили две песни из альбома («I Get Around» и «Wendy») в популярной телепередаче «Шоу Эда Салливана».
С 18 по 30 июня 1964 года проходили записи рождественского альбома (вышел 9 ноября), после чего The Beach Boys отправились в масштабное турне «Summer Safari» по 36 городам США, длившееся до 8 августа. Записи с выступления 1 августа в Сакраменто стали основой для концертного альбома «Beach Boys Concert», вышедшего 19 октября. Альбом поровну сочетал собственные композиции группы с кавер-версиями и демонстрировал типичную концертную программу The Beach Boys середины 1960-х гг. (Брайан Уилсон, стремясь добиться совершенства, специально наложил на оригинальные записанные дорожки дополнительные партии гитар, баса и вокала). «Beach Boys Concert» занял 1-е место.
C августа 1964 по февраль 1965 группа работала, с перерывами на гастроли, над восьмым альбомом «The Beach Boys Today!». Все три вышедшие с него сингла пользовались значительным, но несколько меньшим успехом, чем предыдущие записи: «When I Grow Up (To Be a Man)» — 9 место (вып. 24 августа 1964), «Dance Dance Dance» — 8-е место (26 октября 1964), «Do You Wanna Dance?» (кавер-версия хита Бобби Фримана 1958 года) — 12-е место (15 февраля 1965). Сам альбом вышел 8 марта 1965 года и занял 4-е место.
С 1 по 18 ноября 1964 года прошло первое европейское турне; The Beach Boys выступили во Франции, Италии, ФРГ и Скандинавии. Большая часть поездки была проведена в Великобритании в выступлениях на телепередачах. На вопрос прессы о том, как группа относится к тому, что её считают родоначальниками сёрф-рока, Брайан Уилсон с раздражением ответил: «Мы не играем сёрф. Нам надоело, что на нас навешивают ярлык зачинателей сёрф-рока. Мы просто делаем музыку, которую понимают подростки, и к ней можно приложить любую тему. Тема сёрфинга уже исчерпала себя. С автомобилями также покончено. Да и с „хондами“ тоже. Мы просто будем отталкиваться от жизни социально активного тинейджера».
23 декабря 1964 года в самолёте, летевшем в Хьюстон, у Брайана Уилсона произошёл нервный срыв. Отыграв в тот день концерт, Уилсон вернулся в Лос-Анджелес; больше с группой он не выступал (лишь во второй половине 1970-х гг. Уилсон вернулся к регулярным гастролям в составе ансамбля, однако не надолго). Его место на сцене занял Глен Кемпбелл (род. 1936), участвовавший в этот период в записях группы в качестве сессионного гитариста. Однако весной 1965 года Кемпбелл был вынужден отказаться от выступлений с The Beach Boys из-за гастрольных обязательств с The Righteous Brothers. Вместо него Майк Лав в последнюю минуту пригласил Брюса Джонстона (род. 1944), сессионного музыканта и студийного менеджера Columbia Records, у которого к тому времени уже были собственные сольные записи и в составе дуэта Bruce & Terry. Первый концерт в составе The Beach Boys им был сыгран 9 апреля 1965 года. В отличие от Кемпбелла, Джонстон вскоре станет постоянным членом ансамбля.
12 мая 1965 года компания Paramount Pictures выпустила художественный фильм «Девочки на пляже» в котором принимала участие группа. В фильме они исполнили «Girls on the Beach», «Lonely Sea» и «Little Honda». С конца марта до начала июня 1965 года проходили записи девятого альбома «Summer Days (And Summer Nights!!)». Во время этих сессий Брайан Уилсон решил переписать песню «Help Me, Rhonda», уже вышедшую к тому моменту в альбоме «The Beach Boys Today!». Новая версия вышла на сингле 5 апреля и стала второй песней группы, занявшей 1-е место в США; 16 мая группа исполнила её во время своего второго телевыступления в «Шоу Эда Салливана». Альбом вышел 5 июля и занял 2-е место. Вышедший следом сингл «California Girls» занял 3-е место. Вступление к этой песне Уилсон считал своим наибольшим творческим достижением («я искал вступление, которые было бы совершенно отличным от песни в целом, но которое бы подводило к ней; песня стала большим хитом, но мне нравилось лишь это вступление»).
У Брайана Уилсона в это время начал созревать план качественно нового альбома; тогда же Capitol Records довели до сведения группы, что от них ожидают альбом к октябрю. В этой ситуации, понимая, что задуманные идеи уже невозможно воплотить за оставшееся время, Уилсон придумал идею записи альбома в духе вечеринки в режиме прямого эфира. Результатом стал альбом «Beach Boys’ Party!», выпущенный 8 ноября 1965 года: почти все песни, записанные за четыре дня в сентябре в упрощённых, акустических аранжировках, являлись кавер-версиями; среди них песни The Beatles, Фила Спектора, Боба Дилана и др. Альбом занял 6-е место в США, а в Великобритании — 3-е, впервые достигнув большего успеха в стране The Beatles, чем на родине музыкантов. Большой популярностью пользовался вышедший из альбома 20 декабря сингл «Barbara Ann» (в оригинале исполненный группой The Regents), занявший 2-е место. К этому времени Брайан Уилсон был всецело занят работой над совершенно другим материалом: ещё в середине октября в качестве пробы он записал несколько инструментальных композиций с оркестром из 43-х человек; теперь он намеревался использовать этот опыт для построения качественно новых композиций. Сингл «The Little Girl I Once Knew» (вып. 27 ноября) отразил искания музыканта в структуре и звуке. Однако он занял 20-е место, не в последнюю очередь, как пишет биограф Кит Бэдман, из-за убийственных для радиопроигрыша нескольких 3-секундных пауз в песне.
В декабре была завершена работа над народной песней «Sloop John B», инструментальная дорожка к которой была записана ещё в июле 1965 года. Композиция была выпущена на сингле 21 марта 1966 года и заняла 3-е место (2-е место в Великобритании). При подготовке выпуска следующего альбома «Pet Sounds» (1966), Capitol Records включили песню в состав пластинки к неудовольствию Уилсона: для него композиция выпадала из общего настроения остального альбомного материала.

### «Pet Sounds» (1965—1966)
Вторую половину 1965 года Брайан Уилсон провёл дома, работая над концепцией нового альбома. По его требованию в столовой его виллы была построена громадная песочница, в которую был поставлен рояль. «Я хочу играть в песке. Я хочу чувствовать себя ребёнком, — говорил Уилсон. — Когда я пишу эти песни, я хочу ощущать то, что я пишу». В песочнице Уилсон также проводил деловые встречи. «Я просидел пять месяцев дома, планируя каждую ступень нашего следующего альбома, — вспоминал позже музыкант. — У меня был большой испанский стол, и я сидел час за часом за ним, придумывая мелодии в голове. Я принимал множество наркотиков, мутил с таблетками, и на какое-то время это всё порядочно засорило мне мозги. Я сделался более интроспективным».
Дополнительным стимулом к поиску нового звучания для Брайана Уилсона стал альбом The Beatles «Rubber Soul», вышедший в начале декабря 1965 года в США. «Этот альбом поразил меня, — позже вспоминал Уилсон, — так как он целиком состоял из первоклассного материала… Тут я понял, что музыкальная индустрия становится очень раскованной и изощрённой. Теперь можно было браться за новые вещи — струнные квартеты, цитры и инструменты из других культур. Я тогда же решил: вот, что нужно попробовать, чтобы от всего альбома исходило электричество, — я создам величайший альбом в истории рок-н-ролла!»
Для выполнения своих замыслов Уилсон пригласил британского поэта-песенника Тони Эшера (род. 1938). В течение двух месяцев ими был написан цикл песен к новому альбому. Каждый раз перед тем как приступить к работе над песней, Уилсон и Эшер подолгу обсуждали темы жизни и любви. До того большинство композиций сочинялось Уилсоном в соавторстве с Майком Лавом (однако имя Лава не указывалось на пластинках вплоть до 1990-х гг., когда он отсудил у Уилсона права на авторство значительного количества ранних песен; всё это произошло из-за того, что Мюррей Уилсон — владелец музыкального издательства группы — решил указывать Брайана как единоличного автора песен).
Запись нового альбома, получившего название «Pet Sounds», началась 18 января 1966 года в студии Western Recorders; в это время ансамбль был на гастролях в Японии; вся инструментальная сторона работы выполнялась сессионными музыкантами, которые следовали чётким указаниям Уилсона. Несмотря на то, что песни записывались на многоканальной аппаратуре, Уилсон намеренно решил выпустить альбом в монофоническом звучании (стереоверсия была создана лишь в 1997 году). Приехавших с гастролей The Beach Boys Уилсон не сразу ознакомил с результатами своей деятельности, — лишь 9 февраля члены группы явились в студию на запись вокала для готовых дорожек. Новое звучание, структура и тексты песен привели музыкантов в недоумение. Особенно подозрительно отнёсся к новому материалу Майк Лав, прямо заявивший Уилсону: «Не мудри с нашей формулой». Уилсон в ответ на протесты со стороны группы заметил, что это лишь один альбом, и что можно будет потом записать ещё альбомы в более обычном стиле, но что ему важно доказать миру, что группа способна создавать хорошую музыку. Требования Уилсона к вокальному аспекту новых песен казались членам группы слишком мудрёными. В итоге большинство вокальных партий альбома было исполнено самим Брайаном Уилсоном. Запись альбома была завершена 13 апреля 1966 года. Ранее, 7 марта, вышел первый сингл из альбома — «Caroline No»; он вышел под именем Брайана Уилсона, а не группы, и занял 32-е место к разочарованию лейбла и Уилсона.
«Pet Sounds» вышел 16 мая 1966 года. Для раскрутки альбома Брайан Уилсон пригласил на должность пресс-агента The Beach Boys ливерпульца Дерека Тейлора, до того работавшего с The Beatles. Тейлор провёл широкую кампанию в музыкальных кругах США и Великобритании; именно он первым стал популяризовать эпитет «гений» по отношению к Брайану Уилсону. Американские критики дали высокую оценку «Pet Sounds», однако среди любителей музыки ажиотажа по поводу альбома не наблюдалось: пластинка раскупалась плохо, юные поклонники ожидали обычный рок-н-ролльный альбом, а не богато раскрашенную симфонию о переживаниях взрослого человека. К июлю альбом добрался до 10-го места в хит-параде США и выше не поднимался, к разочарованию Уилсона, ожидавшего 1-е место. Как замечает биограф Кит Бэдман, у себя на родине The Beach Boys оказались на острие перелома музыкальных вкусов в поп-музыке; прочная прежде популярность группы среди американских подростков пошла к тому времени на убыль, одновременно тон стала задавать новая молодёжь, более продвинутая и модная, для которой The Beach Boys стали казаться чем-то допотопным. 18 июля вышел третий сингл «Wouldn’t It Be Nice» с «God Only Knows» на обратной стороне; он занял 8-е место. Ввиду крайне сдержанного успеха альбома Capitol Records тогда же выпустили сборник The Beach Boys, состоявший из пляжных хитов; он занял 8-е место и намного опередил по продажам «Pet Sounds». Многие видели в этом сборнике саботаж нового творчества группы со стороны Capitol.
Однако в Великобритании, где коллектив становился с каждым годом всё популярнее, пластинку встретили с гораздо большим интересом. Дереком Тейлором и Брюсом Джонстоном было организовано эксклюзивное публичное прослушивание альбома в одной из гостиниц Лондона 17 мая 1966 года; послушать пластинку пришли Джон Леннон и Пол Маккартни. «„Pet Sounds“ вытолкнули меня из моей стихии, — Маккартни сказал позже. — Мне настолько понравился этот альбом. Там была одна вещь, которая меня потрясла — это партии баса. Это, безусловно, совершенно классический альбом.» Под свежим впечатлением от прослушивания Ленноном и Маккартни была сочинена песня «Here, There and Everywhere»; позже концепция альбома оказала влияние на создание «Sgt. Pepper’s Lonely Hearts Club Band». В Великобритании «Pet Sounds», вышедший в конце июня, занял 2-е место.
С момента выхода «Pet Sounds» неоднократно возглавлял списки лучших альбомов крупнейших музыкальных журналов («Роллинг Стоун», «Нью-Мюзикл-Экспресс», «Моджо» и др.); ему периодически посвящаются детальные критические разборы и трибьюты. В 1997 году вышел бокс-сет, состоящий из четырёх дисков, в который вошли две версии альбома (моно и стерео) и различные дубли.

### «Good Vibrations» и «Smile» (1966—1967)
17 февраля 1966 года — во время записи альбома «Pet Sounds» — Брайан Уилсон начал работать над новой композицией — «Good Vibrations». По мере того, как Уилсон открывал новые технологии записи, потенциал песни всё более расширялся, и стало очевидно, что планировать её для «Pet Sounds» было уже поздно. При записи «Good Vibrations» Уилсон привлёк такие нехарактерные для рок-музыки инструменты как виолончель и терменвокс. Композиция представляет собой несколько музыкальных тем, созданных из маленьких разрозненных фрагментов записей, сделанных в четырёх разных студиях. Такой скрупулёзный и новаторский монтаж был беспрецедентным и послужил образцом для работы над песнями следующего альбома группы — «Smile», — который по замыслу Уилсона должен был превзойти «Pet Sounds». Работа над «Good Vibrations» растянулась до сентября 1966 года и в итоге обошлась студии в 50 000 долларов, что в то время было рекордом для записи одной песни. Сингл с песней вышел 10 октября 1966 года и стал третьим хитом группы, занявшем 1-е место в хит-параде США; кроме того, «Good Vibrations» стал первым синглом The Beach Boys, возглавившим хит-парад Великобритании. Эта композиция настроила музыкальную индустрию на появление нового шедевра от Брайана Уилсона, чему способствовал пиар-менеджер Дерек Тейлор, который создавал атмосферу таинственности вокруг фигуры Уилсона и его нового альбома). В конце 1966 — начале 1967 гг. о The Beach Boys стали писать как о самых главных конкурентах The Beatles; в частности, согласно ежегодному опросу британского журнала «Нью Мюзикл Экспресс», опубликованному 10 декабря 1966 года, The Beach Boys были признаны лучшей «вокальной группой мира» 1966 года, опередив The Beatles. В Америке в январе 1967 года «Good Vibrations» была номинирована на три награды «Грэмми».
Ключевым моментом к началу работы над альбомом «Smile» послужила встреча Уилсона с поэтом и музыкантом Ван Дайком Парксом, состоявшаяся в конце зимы 1966 года. Сразу после завершения «Pet Sounds» в мае того же года Уилсон пригласил Паркса к участию в создании нового альбома. Записи в студии начались 3 августа 1966 года с песни «Wind Chimes», однако до конца сентября всё внимание Уилсона уделялось «Good Vibrations». Как и в «Pet Sounds», вся инструментальная часть композиций «Smile» выполнялась сессионными музыкантами, следовавшим указаниям Уилсона. Остальные участники The Beach Boys, проводя значительную часть времени на гастролях, приезжали в студию, лишь чтобы записать свои вокальные партии, дублируя более-менее готовые инструментальные дорожки. Майк Лав считал, что слова песен Паркса были слишком абстрактны и не имели никакого смысла. Лишь песня «Heroes and Villains» вселяла в группу уверенность, обещая стать новой «Good Vibrations», однако Брайан Уилсон, к раздражению коллектива и лейбла, никак не мог прийти к удовлетворительному для него варианту, каждый раз дополняя, убирая и изменяя элементы композиции, ставшей ключевой в программе «Smile». При этом, на процесс работы стало серьёзно отражаться резко увеличившееся употребление Уилсоном марихуаны, гашиша и ЛСД.
28 ноября 1966 года стал по мнению многих в окружении группы чёрным днём для альбома — моментом, когда стали очевидными признаки паранойи Брайана Уилсона, которые теперь тормозили работу над альбомом. В тот день в студии записывалась композиция «Fire» («Mrs O’Leary’s Cow») — один из элементов сюиты о четырёх стихиях; были также сделаны записи огня, а чтобы создать соответствующее настроение при записи Уилсон потребовал от музыкантов играть в пожарных касках. Спустя несколько дней в доме напротив студии случился пожар, здание выгорело дотла. Уилсон же решил, что это его песня каким-то образом повлияла на возникновение пожара, и что в этом инциденте было задействовано колдовство; в пожарной части он сверился со статистикой пожаров и когда увидел, что процент возгораний действительно был необычно высоким в то время, он прекратил всякую работу над этой композицией, веря в её мистическую связь с пожарами. В результате, всё более увеличающаяся творческая непредсказуемость и психическое состояние Уилсона, как и неприятие новой музыки членами группы и лейбла, в том числе, стали приводить к общему расшатыванию проекта. Позже Уилсон в интервью журналу «Роллинг Стоун» обрисовал картину того времени: «Я слишком увлекался наркотиками и стал создавать совершенно бредовые вещи. Слишком заумные для слушателей. Я стал слишком заумным, слишком претензиозным и стал делать вещи, которые в общем были далеки от духа The Beach Boys — это были вещи сугубо мои».
Из-за давления лейбла, требовавшего новый сингл от группы, Уилсон в конце декабря 1966 года прервал общую работу над альбомом и сосредоточился на песне «Heroes and Villains», задействовав такой же скрупулёзный метод монтажа как и в «Good Vibrations». «Heroes and Villains» была, наконец, закончена 2 марта 1967 года, после чего Уилсон обратился к более развёрнутой работе над песней «Vega-Tables». К этому времени стали разрастаться разногласия между Уилсоном и Ван Дайком Парксом по поводу текстов песен; кроме того, Паркса не удовлетворяло отсутствие прогресса в работе. В итоге 14 апреля он порвал отношения с Уилсоном и всем проектом «Smile».
При постоянном давлении Capitol Records (на которых 28 февраля The Beach Boys подали в суд за недоплату гонораров), раздражении остальных участников группы и уходе Паркса, Брайан Уилсон стал терять уверенность в альбоме. К тому времени, стало очевидно, что Уилсон не в состоянии закончить работу. В итоге 6 мая 1967 года Дерек Тейлор сделал заявление в британской прессе, что материал со «Smile» запечатан, и что альбома не будет, несмотря на то, что Брайан Уилсон продолжал работать в студии вплоть до 18 мая. Лидер The Beach Boys погрузился в глубокую депрессию и отчуждённость, отдавая себе отчёт, что самый золотой момент группы, особенно на фоне выхода «Sgt. Pepper's Lonely Hearts Club Band» The Beatles, им был упущен.

### Падение популярности и новые поиски (1967—1970)
В это время у группы начались проблемы одна за другой. 26 апреля 1967 года перед самым концертом в Коммаке, шт. Нью-Йорк, Карл Уилсон был арестован за уклонение от призыва в армию. 1 мая он был освобождён под залог в 40 000 долларов; в это время группа уже гастролировала в Европе, и он был вынужден присоединиться к ансамблю позже; однако постоянные вопросы об армии на пресс-конференциях не способствовали снижению стресса. По приезде в Ирландию, музыканты обнаружили, что из-за отсутствия рабочих виз им нельзя будет выступать во Франции и Нидерландах. Гастроли по Ирландии и Великобритании сопровождались уничтожающими отзывами в музыкальной прессе. Репортёрам впервые бросился резкий контраст между совершенством аранжировок на пластинках группы и, по их мнению, примитивно-любительским исполнением на сцене (при этом британский профсоюз не разрешил использование американского камерного квартета, что ещё более обеднило звучание коллектива). «Мелоди Мейкер» отметил, что «The Beach Boys — это вокальная группа по большому счёту, однако то, как они играют, в конце концов, их погубит… Пришло время посвятить свою жизнь работе в студиях, а не концертным выступлениям». Приговор «Нью Мюзикл Экспресс» был ещё более бескомпромиссным: «The Beach Boys кончены». При этом, британских критиков в недоумение привело и то, что новый сингл ансамбля «Then I Kissed Her», вышедший в Великобритании как раз накануне турне, был выпущен ещё в 1965 году. Таким образом, вкупе с объявлением о прекращении работы над «Smile», в музыкальных кругах стало превалировать мнение, что группа выдохлась. И вскоре этому было дано ещё более яркое подтверждение.
На 17 июня 1967 года было запланировано выступление The Beach Boys в рамках первого международного рок-фестиваля в Монтерее, шт. Калифорния. В программе были также заявлены The Who, The Byrds, The Jimi Hendrix Experience, The Grateful Dead и др. Однако группа в последний момент отказалась от участия в фестивале, несмотря на то, что Брайан Уилсон являлся членом оргкомитета этого благотворительного мероприятия. Официальной причиной были названы юридические проблемы с Capitol Records и перестановки в программе фестиваля, однако в музыкальном мире было другое мнение. Джон Филлипс из группы The Mamas & the Papas, принявшей участие в фестивале, в интервью «LA Times» отметил, что «Брайан опасался, что хиппи из Сан-Франциско посчитают The Beach Boys старомодными и освистают группу». Уилсон сам отдавал отчёт, что The Beach Boys должны показать себя с наиболее прогрессивной стороны, но последний альбом группы вышел более года назад, а разрекламированный новаторский «Smile» был объявлен несуществующим; играть же сёрф-рок на фоне остальных коллективов ему казалось неуместным. Для музыкальных журналистов отсутствие группы в Монтерее стало подтверждением бытовавшего мнения, что The Beach Boys более не модны; пресса отвернулась от коллектива, одновременно началось беспрецедентное падение популярности The Beach Boys в США.
После того, как тема со «Smile» была закрыта, в начале лета 1967 года встал вопрос, что делать дальше, так как контрактные обязательства Capitol Records требовали от группы новый материал. Было решено записать новый альбом, опираясь на песни «Smile». Однако в отличие от предыдущих сессий, было решено не тратить много времени в студии и упростить аранжировки. Записи проходили в доме Брайна Уилсона; для этого там специально была оборудована звукозаписывающая студия. Сам Уилсон хоть и участвовал в записи альбома, но проявлял мало интереса к собственно процессу студийной работы, будучи глубоко подавленным судьбой «Smile». В результате, остальные участники группы стали более активно включаться в тонкости студийной работы. Итогом стал альбом «Smiley Smile», вышедший 18 сентября 1967 года. В него вошли четыре заново записанные песни из проекта «Smile». Из оригинальных записей со «Smile» в альбом вошла лишь «Good Vibrations», несмотря на то, что Брайан Уилсон принципиально не хотел её включать (лейбл же пытался таким образом раскрутить альбом). «Smiley Smile» занял 41-е место и вызвал шок у критиков, ожидавших с нетерпением в своё время «Smile» и ещё год назад провозгласивших Уилсона гением; репутация группы была серьёзно и надолго подорвана. На фоне психоделического рока, последних работ The Beatles, The Who и других, The Beach Boys были вконец списаны музыкальной индустрией как группа вчерашнего дня.
Спустя три месяца вышел новый альбом — «Wild Honey», — в котором Уилсон сместил акцент звучания в сторону нехарактерного для группы ритм-н-блюза (неслучайно поэтому в пластинку включена кавер-версия последнего в то время хита Стиви Уандера «I Was Made to Love Her»). Пластинка заняла 24-е место, а второй альбомный сингл «Darlin’» — 19-е место. В целом, «примитивный» стиль, взятый на вооружение группой, шёл вразрез с новыми веяниями в рок-музыке, и критики прохладно встретили альбом. «Wild Honey» стал первым альбомом The Beach Boys, на котором в качестве продюсера была указана вся группа, а не Брайан Уилсон.
Эстетику «Wild Honey» продолжил следующий альбом — «Friends», вышедший 24 июня 1968 года и ставший самой провальной пластинкой группы к тому времени — альбом занял 126-е место в США. В Великобритании же, где The Beach Boys продолжали пользоваться спросом, «Friends» достиг 13-го места. В создание материала каждый из членов группы внёс свой вклад: помимо песен Брайана Уилсона и Майка Лава, теперь появились композиции, написанные Деннисом Уилсоном и Аланом Джардином. Первая половина сессий «Friends» — в марте 1968 — проходила без Лава, который в это время жил в Индии в центре трансцендентной медитации Махариши Махеш Йоги. Учение Махариши оказало настолько глубокое воздействие на Лава, что по возвращении он предложил The Beach Boys пригласить индийского гуру на гастроли вместе с группой. Однако турне с Махариши, организованное после записи альбома, оказалось провальным: The Beach Boys зачастую собирали лишь четверть аудиторий; лекции Махариши, предварявшие выход музыкантов на сцену, были встречены негативно; в прессе продолжали публиковаться уничтожающие отзывы о группе. В довершение всего, после семи концертов Махариши отказался далее участвовать в турне; в результате, все последующие концерты пришлось отменить. Тем не менее, Майк Лав (как и Алан Джардин) на многие годы остался приверженцем учения Махариши, и пути членов The Beach Boys и индийского гуру не раз будут пересекаться.
В этот период Деннис Уилсон через уличных девушек познакомился с эксцентричным музыкантом Чарльзом Мэнсоном. Спустя некоторое время Мэнсон и его «семья» въехали в особняк Уилсона. Вскоре Мэнсон записал свой альбом в студии Брайана Уилсона, — он надеялся, что Брайан поможет ему со связями в музыкальных кругах. В сотрудничестве с Деннисом была написана песня «Never Learn Not To Love», которая была записана The Beach Boys и включена в следующий альбом «20/20». Однако нередкие угрозы Мэнсона, бесцеремонность его окружения и большие расходы на их содержание вынудили Денниса Уилсона в августе переехать в другой город. Через год Мэнсон был осуждён как организатор массовых убийств в Голливуде.
Всё лето и осень проходили записи альбома «20/20» — 20-й долгоиграющей пластинки в дискографии ансамбля. «20/20» вышел 10 февраля 1969 года и занял 68-е место. Из альбомных синглов только «Do It Again» (июль 1968) и «I Can Hear Music» (март 1969) пользовались относительным успехом. После выхода «20/20» The Beach Boys по предложению Джардина перезаписали включённую в альбом кавер-версию Ледбелли «Cotton Fields». Выйдя в апреле 1970 года на сингле, «Cotton Fields» пользовалась большой популярностью за рубежом (Великобритания, Австралия, Норвегия, Швеция и др.), однако в США сингл даже не попал в «горячую сотню» журнала «Биллборд».
С 30 мая по 30 июня 1969 года прошли гастроли по Европе (Великобритания, Нидерланды, Франция, Венгрия, ФРГ, ЧССР, Финляндия, Бельгия). В Чехословакии, помимо концертов в Праге и Брно, The Beach Boys выступили на Братиславском песенном фестивале, который транслировался через Евровидение. В это время контракт The Beach Boys с Capitol Records подходил к концу. Группа была рада избавится от опеки лейбла, который — по мнению Майка Лава — провалил раскрутку нового имиджа и музыки The Beach Boys после «Pet Sounds»: «В ’68 или ’69, они продолжали рекламировать нас как сёрф-группу номер один. Вот как это соотносилось с эпохой после „Good Vibrations“… Вьетнама и всего прочего?» При постоянных неудачах коллектива лейбл и сам не был заинтересован в продолжении сотрудничества. После выхода «20/20», группа была должна Capitol Records ещё один альбом, однако записи нового альбома было решено передать другой компании звукозаписи, — 18 ноября 1969 года The Beach Boys заключили контракт с Reprise Records (подразделение Warner Bros. Records) после того, как, к удивлению группы, их отвергли такие компании как CBS, MGM, Polydor и Deutsche Grammophon. По условиям контракта Брайан Уилсон был обязан принимать участие в записях альбомов. Reprise Records было отведено место дистрибьюторов и промоутеров, в то время как права на музыкальный материал отныне принадлежали Brother Records — лейблу, основанными членами The Beach Boys ещё в 1967 году. Чтобы окончательно выполнить свои контрактные обязательства перед Capitol Records, The Beach Boys согласились на выход концертного альбома «Live in London»; пластинка вышла в мае 1970 года только в Великобритании, так как по мнению лейбла в США у группы шансов на успех больше не было. Первым альбомом для Reprise Records стал «Sunflower», вышедший 31 августа 1970 года и полностью провалившийся (151-е место), несмотря на положительные рецензии в прессе. Из 4 синглов только первый — «Add Some Music to Your Day» (февраль 1970) — попал в хит-парад, дойдя до 64-го места.

### Смена имиджа (1970—1973)
Члены группы были в замешательстве относительно провала «Sunflower» и своего дальнейшего пути. Несмотря на позитивный настрой их менеджера Фреда Вейла, «в себя, — по его словам, — The Beach Boys уже не верили». Именно в этот момент в круге коллектива появился диск-жокей Джек Райли, у которого было чёткое видение нового имиджа группы. Его идеи увлекли группу, и в скором времени Рили стал новым менеджером ансамбля. Райли считал, что наследие подросткового сёрф-рока вкупе со слабыми новыми альбомами портило имидж The Beach Boys в эпоху социальных перемен. Первым делом, он запретил рубашки в полоску и единообразные костюмы, неуместные, по его мнению, в новом десятилетии; затем он объявил, что лидером ансамбля должен стать Карл Уилсон; главным же условием перемен Рили объявил написание социально-ориентированных композиций, вместо обычных любовных поп-песен. Новый менеджер также решил изменить формат концертной деятетельности.
Результатами нового курса Райли стали нехарактерные ранее благотворительные концерты, выступление на первомайской демонстрации в Вашингтоне в 1971 году и семнадцатый альбом «Surf’s Up», вышедший 30 августа 1971 года. Каждый из членов группы принял участие в написании песен альбома. Под давлением Райли Брайан Уилсон согласился доработать песню «Surf’s Up», написанную во время сессий к «Smile» в 1966 году. Сам Райли стал соавтором четырёх песен. Под конец работы над альбомом, в июне 1971 года, Деннис Уилсон случайно разбил себе руку о стекло, в результате чего он не смог играть на барабанах до конца 1974 года. «Surf’s Up» занял 29-е место и был положительно встречен критикой, однако ни один из синглов с него не вошёл в хит-парад.
В феврале 1972 года по предложению Карла Уилсона в состав группы вошли два дополнительных члена: барабанщик Рики Фатаар (род. 1952) и гитарист Блонди Чаплин (род. 1951) — оба из южноафриканской группы The Flame, которая годом ранее играла на разогреве у The Beach Boys. Деннис Уилсон теперь на концертах лишь пел. Через два месяца, 10 апреля The Beach Boys покинул Брюс Джонстон. Следом, 15 мая, вышел альбом «Carl and the Passions — „So Tough“», вяло встреченный критикой и занявший 50-е место. К тому времени шли приготовления к записи нового альбома, которая должна была состояться в Нидерландах. Ради этого в деревне Баамбрюгге была специально собрана новая студия из присланных из США материалов. Идея записываться в Нидерландах пришла Райли во время гастролей группы в этой стране в марте того же года. Записи проходили с 3 июня по 2 августа. Выпущенный 8 января 1973 года альбом, названный «Holland» был благосклонно встречен критикой и занял 36-е место (20-е место в Великобритании), однако ни одного хита группе он не принёс.
4 июня 1973 года умер отец Уилсонов Мюррей, что сильно подействовало на Брайана Уилсона: он погрузился в глубочайшую депрессию и на протяжении последующих двух с половиной лет почти не выходил из своей спальни. Деннис Уилсон также отдалился от своих коллег, затягиваясь, как и его брат, во всё более большую зависимость от алкоголя и наркотиков. The Beach Boys продолжали активно гастролировать по Америке и за рубежом, но к регулярной работе в студии не возвращались более трёх лет. В виду бесперспективности появления нового материала, был выпущен двойной концертный альбом «The Beach Boys in Concert»; он пользовался успехом в отличие от студийных работ последних шести лет, заняв 25-е место. В октябре 1973 года Джек Райли был уволен группой с должности менеджера: теперь им стал брат Майка Лава Стив. С самого начала между ним и Блонди Чаплином возникли трения, которые достигли своей кульминации на концерте в Медисон-сквер-гарден в Нью-Йорке 19 декабря 1973 года. После того, как Стив Лав в результате спора ударил Чаплина, тот навсегда покинул группу.

### Возврат к истокам (1974—1983)
24 июня 1974 года Capitol Records выпустили двойной сборник ранних хитов «Endless Summer», который неожиданно занял 1-место и оставался в американском хит-параде в течение 155 недель. Именно эта пластинка вернула внимание широких масс к музыке The Beach Boys. Последовали переиздания старых альбомов и синглов, интервью, выступления на телевидении. В условиях вернувшейся популярности концерты группы теперь стали также пользоваться большим спросом, особенно среди молодой публики. C 9 по 31 июля по Америке прошли гастроли вместе с группой Crosby, Stills, Nash & Young. Через год — с 2 мая по 6 июля 1975 года — The Beach Boys повторили этот опыт — на этот раз с группой Chicago, чей менеджер Джеймс Гершио с начала 1974 годы выполнял обязанности второго менеджера The Beach Boys. В конце 1974 года Рики Фатаар заявил о своём уходе; место за барабанами вновь занял Деннис Уилсон. 23 декабря 1974 года был выпущен рождественский сингл «Child of Winter»; однако из-за позднего выхода — за два дня до праздника, — он прошёл совершенно незамеченным.
В 1975 году The Beach Boys продолжили пожинать плоды популярности. Capitol выпустили ещё один сборник — «Spirit of America», который занял 8-е место. 21 июня 1975 года группа выступила в рамках поп-фестиваля на лондонском стадионе «Уэмбли», хедлайнером которого был Элтон Джон; выступление вызвало восторженные отзывы в британской прессе. В сентябре 1975 года по предложению своей жены Брайан Уилсон обратился к услугам психотерапевта Юджина Лэнди. Спорные методы Лэнди вывели Уилсона из затворничества, оздоровили его диету и общее психическое состояние. В итоге, Уилсон согласился принять полноценное участие в записи нового альбома The Beach Boys. Неожиданная востребованность среди ностальгически настроенной публики, равно как и истощение видения дальнейшего направления, заставили группу пересмотреть свои музыкальные принципы и вернуться к простому рок-н-ролльному формату. Было решено записать альбом, состоящий наполовину из кавер-версий хитов 50-60-х гг., и наполовину из нового материал. Записи под руководством Брайана Уилсона проходили с 30 января по 15 мая 1976 года. Уилсон настаивал на упрощённых методах работы в студии, предпочитая минимальное количество дублей. Остальные члены группы, не будучи уверенными в полной дееспособности Уилсона, вынуждены были по ночам в студии дописывать вокальный аккомпанемент в отсутствие своего продюсера. Карл и Деннис Уилсоны выступали против идеи выпуска альбома кавер-версий, считая такой шаг регрессом, который нанесёт урон авторитету группы, сформированному в начале 1970-х гг. Альбом «15 Big Ones» вышел 5 июля 1976 года и занял 8-е место; ему предшествовал хит-сингл «Rock and Roll Music» (5-е место). Выйдя на фоне развернувшейся в музыкальных СМИ кампании под лозунгом «Брайан вернулся», альбом вызвал смешанную реакцию среди критиков и поклонников группы.
Следующий альбом Брайан Уилсон решил записать исключительно из своих песен; кроме того, им самолично были записаны большинство инструментов и вокальных партий, благодаря чему новый альбом, — «The Beach Boys Love You» — вышедший 11 апреля 1977 года, можно отчасти рассматривать как сольную пластинку Брайана Уилсона. Warner Brothers, кому принадлежал Reprise Records, были мало заинтересованы в раскрутке альбома, так как группа уже вела переговоры с другим лейблом; к тому же участившиеся трения в группе способствовали утверждению в компании мнения, что альбом станет последней работой в карьере The Beach Boys. В результате альбом достиг лишь 53-го места, а единственный альбомный сингл — «Honkin' Down the Highway» — вообще не вошёл в хит-парад.
Схожие условия обставляли создание «M.I.U. Album», записанного в Международном университете Махариши в городе Ферфилд, шт. Айова, с осени 1977 по весну 1978 года. К тому времени психическое состояние Брайана Уилсона ухудшилось, и продюсерами альбома выступили гитарист группы Алан Джардин и композитор Рон Альтбах. Критики холодно встретили альбом, считая музыку и тематику песен вымученной. Том Карсон писал в журнале «Роллинг Стоун»: «На протяжении всего альбома вялая игра и пение обладают оттенком некой меланхолии, словно The Beach Boys и сами понимают, что они выросли из такого рода подростковой фантазии, но не знают, куда им ещё идти». Альбом также ожидал провал с коммерческой точки зрения, дойдя лишь до 151-го места в хит-параде (единственный сингл — «Peggy Sue» — занял 59-е место). Этим альбомом The Beach Boys выполнили свои контрактные обязательства перед Warner Brothers; новым лейблом-дистрибьютором группы стал Caribou Records (филиал CBS Records).
Брайан Уилсон был не в состоянии участвовать в новых записях, поэтому в июле 1978 года — перед началом работы над следующим альбомом — в группу был обратно приглашён Брюс Джонстон, ушедший в 1972 году. Записанный под его руководством «L.A. (Light Album)» не улучшил общую ситуацию: выйдя 19 марта 1979 года пластинка заняла 100-е место, несмотря на то, что интерес к выходу альбома был подогрет информацией о том, что на нём будет первый ремикс The Beach Boys в стиле диско — «Here Comes the Night» (в оригинале песня вышла в 1967 году в альбоме «Wild Honey»; новая версия вышла на сингле 19 февраля 1979 года и заняла 40-е место). Холодно отзывались об альбоме и критики, считавшие, что художественный рост группы закончился на альбоме «Holland» (1973). Дейв Марш в своей рецензии писал в журнале «Роллинг Стоун», что «пластинка не просто ужасна, она — неуместна». Сингл «Lady Lynda», написанный Аланом Джардином по мотивам хорала Иоганна Себастьяна Баха, стал хитом в Великобритании (6-е место), однако в США он прошёл абсолютно незамеченным. В августе 1979 года группа отправилась на гастроли по Японии.
Джонстон также продюсировал следующий, двадцать четвёртый студийный альбом «Keepin’ the Summer Alive» (вышел 24 марта 1980 года). Несмотря на то, что он оказался немного более успешным, нежели «L.A. (Light Album)» (75-е место), восприятие критики не изменилось. Уильям Рульманн в обзоре альбома на AllMusic.com называет его «недостойным моментом» в творчестве коллектива, отметив, что Джонстон создал «альбом, имитирующий стиль The Beach Boys при участии самой же группы и ещё 22 сессионных музыкантов».
«Keepin’ the Summer Alive» стал последним «регулярным» студийным альбомом The Beach Boys: с этого момента группа записывает и выпускает новый материал лишь эпизодически. К тому времени в группе накопилось множество проблем личного и профессионального характера. Через год после выхода альбома Карл Уилсон вышел из состава The Beach Boys, считая, что превращение The Beach Boys в ностальгическую концертную машину вкупе с неубедительным новым стилем остановило дальнейшее творческое развитие; им были выпущены два сольных альбома, после чего в мае 1982 года он вернулся в состав коллектива. Майк Лав также выпустил сольные работы, одновременно гастролируя со своей собственной группой. Деннис Уилсон также теперь редко участвовал в работе The Beach Boys. В конце 1981 года прошли гастроли по ЮАР.
На 4 июля 1983 года было запланировано выступление на концерте, организованному по случаю Дня независимости на Национальной аллее в Вашингтоне (с 1980 года группа ежегодно принимала в нём участие), однако из-за распоряжения министра внутренних дел Джеймса Уотта, The Beach Boys было отказано в участии. Это вызвало общественный скандал; в итоге, вице-президент Джордж Буш позже пригласил группу в Белый Дом. 28 декабря 1983 года во время ныряния в бухте Марина-дель-Рей в нетрезвом виде Деннис Уилсон утонул. Тело музыканта, по особому разрешению, было похоронено в море.

### Годы 1984—1998
Несмотря на отсутствие регулярного студийного материала и новых хитов, The Beach Boys продолжали активную гастрольную деятельность. 10 июня 1985 года — спустя пять лет после последней новой долгоиграющей пластинки — вышел альбом «The Beach Boys», в записи которого участвовали Бой Джордж, Стиви Уандер, Ринго Старр и Гэри Мур. Альбом записывался с июня 1984 по март 1985 года в студиях Лондона и Лос-Анджелеса под руководством Стива Левина — британского продюсера, работавшего в то время с Culture Club. Записи впервые для группы велись на цифровом оборудовании с привлечением секвенсеров и драм-машин. Альбом занял 52-е место. Относительным успехом пользовался предваривший его сингл «Getcha Back» (26-е место). В сентябре 1986 года вышел сингл «California Dreamin’» — кавер-версия песни The Mamas & the Papas, в её записи принимал участие Роджер Макгинн из The Byrds.
В июле 1987 года The Beach Boys выпустили сингл «Wipe Out», интерес к которому был вызван фактом участия негритянской рэп-группы Fat Boys. В итоге, песня заняла 12-е место. Но ещё больший, неожиданный успех к The Beach Boys пришёл через год, когда их новая песня «Kokomo» из фильма «Коктейль» возглавила американский хит-парад. До того последней песней, занявшей 1-е место, была «Good Vibrations» (1966). В том же 1988 году The Beach Boys были приняты в Зал славы рок-н-ролла. Успех «Wipe Out» и «Kokomo» послужил толчком к выпуску альбома «Still Cruisin’», состоящему из новых и старых записей, которых объединяло то, что все они были использованы в качестве саундтреков к фильмам второй половины 1980-х гг. «Still Cruisin’» вышел 28 августа 1989 года и занял 46-е место. В 1990 году Capitol Records осуществили программу переиздания альбомов группы на компакт-дисках: были выпущены расширенные версии всех альбомов 1962—1970 гг. (по два альбома на диск).
Следующей работой стал альбом «Summer in Paradise» (вып. 3 августа 1992), ставший попыткой The Beach Boys записать альбом в своём раннем стиле сёрф-рока. Это единственный альбом The Beach Boys, к созданию и записи которого Брайан Уилсон совершенно был непричастен; кроме того, это также единственный студийный альбом группы, не попавший в американский хит-парад. 29 июня 1993 года в формате бокс-сета из четырёх дисков вышла антология группы «Good Vibrations: Thirty Years of The Beach Boys», включавшая множество редких и ранее неизданных записей; несмотря на то, что она не попала в хит-парад, несколько месяцев спустя она была сертифицирована «золотым диском».
19 августа 1996 года вышел «Stars and Stripes Volume 1», который лишь условно можно было назвать альбомом The Beach Boys: члены группы, включая Брайана Уилсона, выступили в качестве вокальных аккомпаниаторов других исполнителей (Вилли Нельсон, Тоби Кейт), перепевших старые хиты The Beach Boys в стиле кантри. Эта пластинка стала последней работой Карла Уилсона: в начале 1997 года у него был обнаружен рак мозга и лёгких. Лечение не помогло, и 2 февраля 1998 года Карл Уилсон скончался. В то же время группу покинул Алан Джардин, выступавший теперь со своей группой Endless Summer Band; таким образом, в составе The Beach Boys остались лишь Майк Лав и Брюс Джонстон.

### 2000-е годы
В 2000 году Capitol Records заново отремастировали альбомы группы 1962—1985 гг. и выпустили их в парах на компакт-дисках. Кроме того, в 2000-е гг. Capitol стали выпускать сборники хитов, отличительной особенностью которых стало наличие заново сведённых миксов известных песен. Самым успешным из них является «Sounds of Summer» (2003), который занял 13-е место и приобрёл дважды платиновый статус. В 2001 году The Beach Boys получили награду «Грэмми» в категории «Lifetime Achievement». 1 ноября 2011 года были впервые официально изданы записи с сессий альбома «Smile» под названием «The Smile Sessions», до того циркулировавшие исключительно на бутлегах. К тому времени «Stars and Stripes Volume 1» давно считался концом творчества The Beach Boys, однако тогда же, в конце 2011 года, было объявлено о записи нового альбома с участием всех участников группы, включая Брайана Уилсона и Дэвида Маркса, который не записывался с группой с 1963 года. 29-й студийный альбом The Beach Boys, названный «That’s Why God Made the Radio», вышел 5 июня 2012 года на фоне празднования пятидесятилетия группы, в рамках которого с мая по август 2012 года также прошло мировое турне. Пластинка заняла 3-е место; выше него студийный альбом The Beach Boys поднимался в последний раз лишь в 1965 году («Summer Days (And Summer Nights!!)»).

## Участники группы
Также в английском разделе см. про гастрольную группу с тем же названием «The Beach Boys».

### Текущий состав
- Майк Лав — вокал, перкуссия, саксофон, электротерменвокс[англ.] (1961—настоящее)
- Брюс Джонстон —  вокал, клавишные, бас-гитара (1965—1972, 1978—настоящее)

### Бывшие участники
- Брайан Уилсон —  вокал, бас-гитара, клавишные, перкуссия (1961—1998, 2011–2012[44][45][46]; умер в 2025; не гастролировал в 1964–1976, 1990–1998)
- Карл Уилсон — вокал, соло и ритм-гитара, клавишные, бас-гитара (1961—1998; его смерть; не гастролировал в 1981–1982, 1997–1998)
- Деннис Уилсон — вокал, ударные, перкуссия, клавишные (1961—1983; его смерть; не гастролировал 1979–1980, 1983)
- Алан Джардин — вокал, ритм-гитара, бас-гитара (1961—1962, 1963—1998[47] 2011–2012[44][45][46])
- Дэвид Маркс — вокал, соло и ритм-гитара (1962—1963, 1997—1999, 2011—2012; гость в 1995, 2008, 2014, 2015, 2016)
- Блонди Чаплин — вокал, соло и ритм-гитара, слайд-гитара, бас-гитара (1972—1973; гость в 1995)
- Рики Фатаар — вокал, ударные, перкуссия, ритм-гитара, педальная слайд-гитара, флейта (1972—1974; концертный участник 1971–1972)

## Дискография
У The Beach Boys вышло более семидесяти синглов (последний новый сингл вышел в 2012 году), из них четыре занимали 1-е место в американском хит-параде: «I Get Around» (1964), «Help Me, Rhonda» (1965), «Good Vibrations» (1966), «Kokomo» (1988); 30 студийных альбомов (последний вышел в 2012 году); 4 концертных альбома и несколько десятков сборников, включая четыре бокс-сета. Два альбома — «Beach Boys Concert» (1964) и «Endless Summer» (1974) — заняли 1-е места.